# Laguna de Los Tunjos
La Laguna de los Tunjos es una represa natural de agua ubicada en la localidad del Sumapaz en el sur de Bogotá dentro del páramo de Sumapaz y del parque nacional natural Sumapaz, cuyas fuentes de agua es el lugar de nacimiento de los ríos Chisaca y Mugroso, fuentes de nacimiento del río Tunjuelo, que recorre toda la zona sur de la capital desembocando en el río Bogotá.
Este afluente de agua es alimentado por los frailejones y las quebradas que bajan de las zonas más altas del páramo de Sumapaz.